# كالوم ماكدونالد (مغني)
كالوم ماكدونالد (بالإنجليزية: Calum MacDonald)‏ هو مغني وكاتب أغاني بريطاني، ولد في 12 نوفمبر 1953 في Lochmaddy ‏ في المملكة المتحدة.

## وصلات خارجية
- كالوم ماكدونالد على موقع IMDb (الإنجليزية)
- كالوم ماكدونالد على موقع ميوزك برينز (الإنجليزية)
- كالوم ماكدونالد على موقع ديسكوغز (الإنجليزية)